# KFC Uerdingen 05
Maillots
Le KFC Uerdingen 05 est un club allemand de football basé à Krefeld.
Longtemps nommé Bayer 05 Uerdingen car financièrement soutenu (tout comme le Bayer Leverkusen) par la société chimique et pharmaceutique Bayer AG, le club a dû changer de nom lorsqu'en 1995, Bayer AG a décidé de concentrer ses efforts sur le Bayer Leverkusen. Ceci signifia le début de grands problèmes financiers pour le nouvellement nommé KFC Uerdingen 05 et la chute au niveau sportif vers le football amateur.
En 2018, le club gagne les barrages pour la montée en 3. Liga et signe son retour dans le football professionnel, en avril 2025 en proie à des difficultés financières le club se retire de la compétition, pour la saison 2025-2026 le club redémarre en cinquième division.

## Historique
- 1905 : fondation du club sous le nom de FC Uerdingen 05
- 1953 : fusion avec le Werkssportgruppe Bayer AG Uerdingen en FC Bayer 05 Uerdingen
- 1975 : première montée en Bundesliga
- 1985 : le club remporte la Coupe d'Allemagne
- 1986 : en Coupe d'Europe des vainqueurs de coupe 1985-1986 le club atteint la demi-finale, le quart de finale retour reste célèbre comme le miracle de Grotenburg.
- 1995 : le club est renommé KFC Uerdingen 05
- 2018 : Montée en troisième division, le club a des ambitions pour monter en 2.Bundesliga, mais à cause de son stade trop vétuste doit jouer à Duisbourg puis à Düsseldorf et à Lotte. Les locations des stades ruinent le club.
- 2021 : Liquidation de la société  KFC Uerdingen 05 Fußball GmbH, le club continue sous le nom KFC Uerdingen 05 e.V. mais joue en quatrième division et s'installe à Velbert.
- 2025 : en avril 2025 le club se retire de la compétition en cours de saison de Regionalliga.

## Palmarès
- Coupe d'Allemagne
  - Vainqueur : 1985

- 2. Bundesliga
  - Vainqueur : 1992

- Coupe des coupes
  - Meilleur résultat : demi-finaliste : 1986

## Joueurs et personnalités du club

### Entraîneurs
- Quinkert (1970-1977)
- Melzig (1977-1979)
- Buhtz (1979-1981)
- Biskup (1981-1983)
- Konietzka (1983-1984)
- Feldkamp (1984-1987)
- Köppel (1987)
- Schafstall (1987-1989)
- Wohlers (1989-1991)
- Konietzka (1991-1992)
- Funkel (1992-1996)
- Reutershahn (1996-1997)
- Gelsdorf (1997-1998)
- ten Cate (1998-1999)
- Middendorp (1999)
- Schäty (1999)
- Vollmann (1999-2000)
- Luhukay (2000-2002)
- Wollitz (2002-2004)
- Maes (2004-2006)
- Luginger (2006-2007)
- Ristić (2007-2008)
- Berge (2008)
- Towa (2008)
- Weidemann (2008-2009)
- Maes (interim) (2009-2010)
- Schmitt (2010)
- Wongrowitz (2010-2011)
- Jung (2011-2012)
- Albayrak & Kockel (interim) (2012)
- van der Luer (2012-2014)
- Albayrak (interim) (2014)
- Tekkan (interim) (2014)
- Salar (2014-2015)
- Riege (interim) (2014)
- Boris (2015-2016)
- Gotsche & Riege (interim) (2016)
- Großkopf (2016)
- Pawlak (2016-2017)
- Wiesinger (2017-2018)
- Krämer (2018-2019)
- Meier (février 2019-mars 2019)
- Heinemann (interim) (mars 2019-avril 2019)
- Vogel (mai 2019-25 septembre 2019[2])
- Reisinger (interim) (25 septembre 2019-16 octobre 2019)
- Steuernagel (16 octobre 2019[3]-10 mars 2020)
- Krämer (10 mars 2020[4]-13 avril 2021)
- Reisinger (interim) (2) (13 avril 2021--)

### Grands joueurs du passé

Ancien Logo

- Oliver Bierhoff
- Manfred Burgsmüller
- Stéphane Chapuisat
- Holger Fach
- Wolfgang Funkel
- Friedhelm Funkel
- Sergueï Gorlukovich
- Brian Laudrup
- Jan Heintze
- Siegfried Held
- Matthias Herget
- Stefan Kuntz
- Michael Klein
- Wolfgang Rolff
- Felix Magath